# بوريفيكاسيون سانتامارتا
بوريفيكاسيون سانتامارتا (بالإسبانية: Purificación Santamarta Bravo)‏ (5 مايو 1962- ) هي لاعبة بارالمبية مختصة في سباقات المضمار والميدان من إسبانيا تنافس بشكلٍ رئيسي في فعاليات سباقات السرعة فئة T11.

## السيرة الذاتية
نافست بوريفيكاسيون في سبع دورات بارالمبية، وفازت فيها بـ 16 ميدالية، منها 11 ميدالية ذهبية. بدأت أولى مشاركاتها في الألعاب البارالمبية الصيفية 1980 ، حيث نافست في سباقات 60 متر و400 متر وفازت بالميدالية الفضية الفئة أ في سباق 400متر. عام 1984، نافست في سباقات الوثب الطويل وفازت بالميدالية الذهبية في سباقي 100 متر و400 متر.
ثالث مشاركاتها الأولمبية كانت في الألعاب البارالمبية الصيفية 1988 التي أقيمت في سول، حيث دافعت عن لقبها في سباق 100 متر وفازت بالميداليات الفضية في سابق 400 متر و الوثب الطويل.
كانت مشاركتها في الألعاب البارالمبية الصيفية 1992 أمام جمهورها في دولتها، ولم تخيب آمالهم حيث فازت بلقب سباق 100 متر للمرة الثالثة على التوالي، إضافة ذهبيات 200 متر، 400 متر، 800 متر.
في الألعاب البارالمبية الصيفية 1996، نجحت في الدفاع عن ألقابها في سباقات 100 متر و200 متر و400 متر، لكنها لم تحاول المشاركة في سباق 800 متر.
في الألعاب البارالمبية الصيفية 2000، خسرت سباق 100 متر للمرة الأولى منذ خمس دورات حيث خسرت أمام البرازيلية آدريا سانتوس، لكنها حازت ذهبيات سباقات 400 متر ثلاث مرات على التوالي.
في الألعاب البارالمبية الصيفية 2004، تمكّنت من الحصول على برونزية سباق 200 متر، لكنها لم تحقق سباقات 100 متر و400 متر.